# Oliver Nunatak
Oliver Nunatak är en nunatak i Antarktis. Den ligger i Västantarktis. Argentina, Chile och Storbritannien gör anspråk på området. Toppen på Oliver Nunatak är 560 meter över havet.
Terrängen runt Oliver Nunatak är platt åt sydväst, men åt nordost är den kuperad. Trakten är obefolkad. Det finns inga samhällen i närheten.